# Denali
Mount Denali eller Mount McKinley er det højeste bjerg i Nordamerika. Det ligger i Alaska i nationalparken Denali National Park.

## Navngivning
Bjerget ændrede officielt navn i USA i 2015 til at benytte det indfødte navn, som betyder "den høje", i stedet for navnet Mount McKinley givet i 1896, der kommer fra den tidligere præsident William McKinley, som blev officielt i 1917. Navnet Denali var allerede fra 1975 indført af delstatsregeringen i Alaska, men forslag om at ændre navnet på nationalt plan blev blokeret i Kongressen  af politikere fra McKinleys hjemstat, Ohio.
Den 20. januar 2025 underskrev præsident Donald Trump et dekret, der kræver, at indenrigsministeren skal tilbageføre denne navneændring inden for 30 dage efter dekretets underskrivelse. Den 23. januar 2025 ændrede indenrigsministeriet (en) bjergets officielle amerikanske navn tilbage til Mount McKinley.

## Bjergbestigning
Frederick Cook påstod, at han besteg bjerget i 1906, men det viste sig at være bedrag. Den første beviste bestigning af Mount McKinley skete den 7. juni 1913. En gruppe ledet af Hudson Stuck nåede da toppen. Den første kvinde – Barbara Washburn – besteg bjerget i 1947.